# Associação Esportiva Vôlei Pró
L'Associação Esportiva Vôlei Pró è una società pallavolistica brasiliana, con sede a Goiânia: milita nel campionato brasiliano di Superliga Série A.

## Storia
L'Associação Esportiva Anápolis viene fondata nel 2019, dopo la fine della collaborazione tra la prefettura di Anápolis, il club pallavolistico del Montecristo di Goiânia e l'Instituto Dante Vôlei. Costretto a partire dalla Superliga Série C, dopo che il Montecristo ha conservato i propri diritti di partecipazione alla serie cadetta, nell'annata 2019-20 ottiene un'immediata promozione in Superliga Série B, dove si classifica per tre annate consecutive al terzo posto. 
Nel 2021 viene ripescato in Superliga Série A grazie alla rinuncia dell'Asepel: in seguito al ripescaggio il club inizia una collaborazione con la formazione calcistica del Goiás, della quale adotta i colori sociali e lo stemma, trasferendo la propria sede da Anápolis a Goiânia e cambiando denominazione in Associação Esportiva Vôlei Pró; dopo aver conquistato il primo Campionato Goiano della propria storia, finisce tuttavia per retrocedere in Superliga Série B già al termine della stagione 2021-22. 
Nel 2022 si conferma campione statale e poi, grazie alla vittoria della Superliga Série B 2024, il club torna nella massima serie nazionale.

## Rosa 2024-2025
| N° | Nome                | Ruolo | Data di nascita   | Nazionalità sportiva |
| -- | ------------------- | ----- | ----------------- | -------------------- |
| 1  | Rafael Oliveira     | L     | 16 aprile 2004    | Brasile              |
| 2  | Matheus Martins     | L     | 27 ottobre 1997   | Brasile              |
| 3  | Cláudio Bento       | P     | 11 febbraio 1996  | Brasile              |
| 4  | Bruno Gonçalves     | C     | 23 gennaio 1996   | Brasile              |
| 5  | João Pedro Pinto    | P     | 8 settembre 1998  | Brasile              |
| 6  | Michael Sánchez     | O     | 5 giugno 1986     | Cuba                 |
| 7  | Everaldo da Silva   | P     | 28 maggio 1985    | Brasile              |
| 8  | Gabriel Cotrim      | C     | 30 ottobre 1999   | Brasile              |
| 9  | Lucas Madaloz       | S     | 21 dicembre 1995  | Brasile              |
| 10 | Guilherme Santana   | O     | 27 gennaio 2002   | Brasile              |
| 11 | Rodrigo da Silva    | S     | 29 settembre 1993 | Brasile              |
| 12 | Víctor Hugo Pereira | C     | 2 agosto 1991     | Brasile              |
| 13 | Cauã Carvalho       | S     | 24 settembre 2006 | Brasile              |
| 15 | Pétrus Montes       | C     | 5 maggio 1987     | Brasile              |
| 17 | Henrique Batagim    | P     | 1º agosto 1993    | Brasile              |
| 18 | Guilherme Amorim    | S     | 23 maggio 2004    | Brasile              |
| 20 | Rômulo Silva        | C     | 13 marzo 1995     | Brasile              |

## Palmarès
- Campionato Goiano: 2

2021, 2022

## Denominazioni precedenti
- 2018-2021: Associação Esportiva Anápolis